# Trappstadt
Trappstadt là một đô thị ở huyện Rhön-Grabfeld bang Bayern thuộc nước Đức.